# Вельга (верхний приток Нудоли)
Вельга — река в Московской области России, левый верхний приток реки Нудоли.
Протекает с запада на восток в южной части Клинского района. Длина — 17 км.
Берёт начало в 10 км к западу от посёлка Нудоль, в урочище Барская Сторона; слиянием с Болденкой образует реку Нудоль в 26 км от её устья, в 1,5 км к северу от деревни Денежкино Истринского района.
Питание в основном происходит за счёт талых снеговых вод. Замерзает в ноябре — начале декабря, вскрывается в конце марта — апреле. Притоки — Смельникова, Савинка.
На реке расположены населённые пункты Васильевское-Соймоново, Кадниково, Вертково и Покровское-Жуково (от истока к устью).

## Комментарии
1. ↑  В государственном водном реестре РФ река рассматривается как верхнее течение реки Нудоли. Длина указана с учётом общей длины Нудоли 43 км[2] и данных о правом образующем притоке Нудоли — Болденке, впадающей в 26 км от устья[3].